# Дерево Щастя
«Дерево щастя» — скульптурна композиція у парку імені Тараса Шевченка в м. Тернопіль.

## Відомості
Коване «Дерево щастя» заввишки 2,7 метра встановлене в 2009 році на набережній Тернопільського ставу під час ковальського фестивалю. Це подарунок місту від ковалів франківського фестивалю.
Дерево важить 350 кілограм і може витримати 150 кілограмів замків. За задумом організаторів, це дерево символізує вічне щастя і любов, його прикрашають ковані пташки, равлик, гніздечко. «Дерево щастя» оброблене спеціальним розчином, щоб залізо не піддавалося корозії.
«Дерево щастя» — пам'ятник, без якого не відбувається жодна весільна фотосесія.
Композиція є символом вірності та кохання як запоруки щастя. Закохані пари прикріплюють до нього колодку сімейного щастя та взаємної любові, а ключ викидають у Тернопільський став. Вважається, що тоді любов житиме вічно в серцях пари, і ніхто не зможе їх розлучити.